# Edward Adamski (socjalista)
Edward Adamski, ps. „Czarny”, „Major” (ur. 10 października 1905 w Warszawie, zm. 31 sierpnia 1944 tamże) – działacz Polskiej Partii Socjalistycznej na Woli w Warszawie. Uczestnik obrony Warszawy. Powstaniec warszawski. Członek dowództwa III Batalionu OW PPS im. Stefana Okrzei. Poległ w czasie walk.

## Życiorys
Syn Wacława, murarza, działacza PPS „Proletariat” i Michaliny z domu Adamskiej działaczki PPS. Dzieciństwo spędził w Nowym Siole w guberni tobolskiej, gdzie od 1907 na zesłaniu przebywał jego ojciec. W 1911 powrócił z rodzicami i siostrą do Warszawy.
Po ukończeniu szkoły miejskiej w 1919, pracował przez trzy lata jako goniec i pomocnik biurowy w Ministerstwie Przemysłu i Handlu. W tym czasie ukończył Miejską Szkołę Rzemieślniczą im. Michała Konarskiego. W 1923 rozpoczął pracę jako spawacz-praktykant, w zakładach Lilpop, Rau i Loewenstein na warszawskiej Woli. Od 1926 do 1928 odbywał służbę wojskową, którą zakończył w stopniu kaprala. Po zakończeniu służby ponownie podjął pracę w dotychczasowym zakładzie.
W 1926 wstąpił do Polskiej Partii Socjalistycznej. Od 1928 działał w organizacji dzielnicowej na Woli, gdzie był członkiem Milicji PPS. W 1930 był krótko aresztowany pod rzekomym zarzutem przygotowywania wraz z innymi członkami Milicji zamachu na Józefa Piłsudskiego. Od 1932 był członkiem egzekutywy dzielnicy PPS Warszawa-Wola, oraz członkiem Warszawskiego Okręgowego Komitetu PPS. W 1934 współorganizował 2 kompanię Akcji Socjalistycznej.
We wrześniu 1939 w trakcie obrony Warszawy był łącznikiem AS przy Wolskim Robotniczym Batalionie Obrony Warszawy. Otrzymał wówczas awans na plutonowego.
Od początku okupacji rozpoczął działalność w ramach PPS-WRN. Był jednym z organizatorów III batalionu Gwardii Ludowej WRN na Woli. Dowodził kolejno 1 kompanią, a następnie plutonem 321. Po aresztowaniu Stanisława Bieniasza dotychczasowego organizatora batalionu, objął funkcje dowódcy-organizatora oraz szefa wydziału wojskowego Okręgu PPS-WRN Wola.
Od początku powstania warszawskiego uczestniczył w walkach na Woli, jako szef polityczny batalionu. 7 sierpnia na ul.Wawelberga zginęła jego żona Zofia Adamska sanitariuszka z plutonu 336.
8 sierpnia wraz z oddziałami przeszedł na Stare Miasto i został przydzielony do VI batalionu Milicji PPS. Zginął 31 sierpnia podczas bombardowania Pasażu Simonsa.
Pośmiertnie odznaczony Krzyżem Walecznych i awansowany do stopnia podporucznika; Na liście powstańczych biogramów Muzeum Powstania Warszawskiego występuje jako żołnierz 3 Rejonu III Obwodu, a następnie batalion Armii Krajowej „Chrobry I” – pluton podporucznika „Wala”).